# Brachiaria brizantha
Brachiaria brizantha är en gräsart som först beskrevs av Achille Richard, och fick sitt nu gällande namn av Otto Stapf. Brachiaria brizantha ingår i släktet Brachiaria och familjen gräs. Inga underarter finns listade i Catalogue of Life.